# Кечах-Баш
Кечах-Баш (перс. كچه باش‎) — село в Ірані, входить до складу дехестану Баш-Калах у Центральному бахші шахрестану Урмія провінції Західний Азербайджан.